# Hans Stephensen
Hans Stephensen (Johannes Stephanius) (1561-1625) var en dansk professor og skoleforstander.
Stephensen var født 12. december 1561 på Lolland og blev student 1579. Efter i et par år (1582-84) at have gået Tyge Brahe til hånde ved hans astronomiske iagttagelser og beregninger på Hven har Stephensen rimeligvis rejst udenlands og der erhvervet magistergraden. 1588 blev han rektor ved den kongelige skole i Sorø, hvilket embede han forestod med megen dygtighed i 9 år. 1597 beskikkedes han til professor i dialektik ved Københavns Universitet og ægtede 30. april 1598 Anne, datter af Sjællands biskop Peder Jensen Vinstrup, hvem svigersønnen, der skrev en god latinsk stil og var en klog og dygtig mand, blev til ikke ringe hjælp ved hans skriftlige forretninger. Mange både embeds- og private breve, der er udgåede i Vinstrups navn, er faktisk forfattede af Stephensen.
Denne, der i det hele hørte til Niels Hemmingsens skole, fulgte i sine forelæsninger over logikken vel nærmest det fra fortiden anviste spor, i det han læste over Melanchthons og Rudolf Agricolas håndbøger, men var dog ikke utilgængelig for nyere reformforsøg på videnskabens område, hvad bl.a. fremgaar deraf, at han 1598 indbød studenterne til disputationer over den ramistiske logik. Da han i følge sin embedsstilling også skulde holde nogle teologiske forelæsninger, tog han sig sagen lettere, i det han af rektoren i Roskilde lånte dennes afdøde faders, professor Anders Lauridsens teologiske forelæsningshæfter. 1607 valgtes Stephensen til universitetets rektor; men inden hans funktionstid var udløben, beskikkedes han 1608 til forstander for Sorø skole og gods. Han styrede stiftelsen med kraft og myndighed, men gjorde sig næppe særlig yndet, da han førte et skarpt tilsyn med skolens lærere. Da han var en kyndig musikven, lagde han megen vægt på undervisningen i dette fag.
Efter at Christian IV havde fattet planen om at oprette et adeligt akademi i Sorø og til den ende henlagt Maribo Klosters ejendomme dertil, fik Stephensen fra 1621 af meget at gøre med overtagelsen af klosterets gods og bygninger. 1623 foregik oprettelsen af Sorø Akademi, i spidsen for hvilket der blev sat en adelig hofmester. Derved blev den tidligere forstanderpost inddragen, og Stephensen aflagdes med kanonikater i Ribe og Roskilde; tillige blev den ved Lyskanders død ledige post som historiograf ham overdragen 1624. Han døde imidlertid allerede 12. februar 1625 i Roskilde, hvor han havde taget bolig efter sin bortgang fra Sorø. I trykken har han kun udgivet nogle logiske Theses; men i håndskrift efterlod han, foruden en mærkelig erklæring om afskaffelsen
af eksorcismen ved dåben, adskillige gode bidrag til Sorø Klosters og til universitetets historie. Hans antegnelser til Saxos historie kom senere hans dygtige og begavede søn Stephen Hansen Stephanius til gode. Efter sin ovennævnte hustrus død (1602) havde Stephensen 1604 ægtet Sidsel, datter af Søren Andersen, handelsmand i København.